# Эскортные авианосцы типа «Касабланка»
Тип «Касабланка» (англ. Casablanca class) — серия эскортных авианосцев США периода Второй мировой войны. Авианосцы этого типа были спроектированы по технологии массовых гражданских грузовых судов, что обеспечивало быстроту и низкую стоимость их постройки. В общей сложности, в 1943—1944 годах были построены 50 авианосцев типа «Касабланка», что сделало их наиболее многочисленной серией авианосцев в истории; последние из них строились всего за четыре месяца.

## Конструкция
В отличие от большинства других крупных военных кораблей эскортные авианосцы типа «Касабланка» были оснащены прямоточными поршневыми машинами вместо паровых турбин. Это было сделано из-за нехватки зубчатых редукторов, что обусловило их недолгую службу.
В отличие от предыдущей серии эскортных авианосцев США, типа «Боуг», переоборудовавшимися из уже готовых кораблей, авианосцы типа «Касабланка» отличались большей скоростью и слегка большим пространством в ангаре, однако имели меньшую дальность плавания и отличались большей теснотой. Ещё более тесны они были по сравнению с полноразмерными авианосцами, а их меньшая полётная палуба осложняла взлёт и посадку самолётов, что частично компенсировалось установкой катапульты. Однако ряд типов самолётов из-за укороченной взлётной палубы они нести не могли, а ряд самолётов могли стартовать в облегчённом виде с уменьшенной бомбовой нагрузкой или заправкой. Несмотря на это, они сумели внести значительный вклад в ход войны на Тихом океане.

## Служба
Авианосцы типа «Касабланка» составляли почти половину всех авианосцев ВМС США, вступивших в строй после вступления США в войну и активно использовались во многих операциях вплоть до самого её конца, чаще всего применяясь для поддержки десантных операций. Пять авианосцев были потеряны в бою в ходе войны, что также составило почти половину от всех потопленных в годы войны авианосцев США. Вскоре после войны, из-за своих размеров, они были сочтены практически непригодными для использования с современными самолётами и вскоре начали выводиться в резерв. Подавляющее большинство авианосцев типа «Касабланка» были сняты с вооружения и пущены на слом в 1947—1961 годах, а последний из них был выведен из состава флота в 1964 году.

## Представители
| Название                            | Номер   | Закладка         | Спуск на воду    | Вступление в строй | Судьба                                                 |
| ----------------------------------- | ------- | ---------------- | ---------------- | ------------------ | ------------------------------------------------------ |
| Касабланка Casablanca               | CVE-55  | 3 ноября 1942    | 5 апреля 1943    | 8 июля 1943        | снят с вооружения и пущен на слом в 1947               |
| Лайском Бей Liscome Bay             | CVE-56  | 9 декабря 1942   | 19 апреля 1943   | 7 августа 1943     | потоплен подлодкой I-175 24 ноября 1943                |
| Анцио Anzio                         | CVE-57  | 1 мая 1941       | 22 августа 1942  | 1 января 1943      | снят с вооружения и пущен на слом в марте 1960         |
| Коррегидор Corregidor               | CVE-58  | 12 декабря 1942  | 1 мая 1943       | 27 августа 1943    | снят с вооружения и пущен на слом в 1960               |
| Мишн Бей Mission Bay                | CVE-59  | 17 декабря 1942  | 12 мая 1943      | 31 августа 1943    | снят с вооружения и пущен на слом в январе 1960        |
| Гуадалканал Guadalcanal             | CVE-60  | 5 января 1943    | 5 июня 1943      | 25 сентября 1943   | снят с вооружения и пущен на слом в январе 1960        |
| Манила Бей Manila Bay               | CVE-61  | 15 января 1943   | 10 июля 1943     | 5 октября 1943     | снят с вооружения и пущен на слом в феврале 1960       |
| Натома Бей Natoma Bay               | CVE-62  | 17 января 1943   | 20 июля 1943     | 14 октября 1943    | снят с вооружения и пущен на слом в феврале 1960       |
| Сент-Ло St. Lo                      | CVE-63  | 23 января 1943   | 17 августа 1943  | 23 октября 1943    | потоплен камикадзе 25 октября 1944                     |
| Триполи Tripoli                     | CVE-64  | 1 февраля 1943   | 2 сентября 1943  | 31 октября 1943    | снят с вооружения и пущен на слом в январе 1960        |
| Уэйк-Айленд Wake Island             | CVE-65  | 6 февраля 1943   | 15 сентября 1943 | 7 ноября 1943      | снят с вооружения и пущен на слом в 1947               |
| Уайт Плейнс White Plains            | CVE-66  | 11 февраля 1943  | 27 сентября 1943 | 15 ноября 1943     | снят с вооружения и пущен на слом в августе 1959       |
| Соломонс Solomons                   | CVE-67  | 19 марта 1943    | 6 октября 1943   | 21 ноября 1943     | снят с вооружения и пущен на слом в 1947               |
| Калинин Бей Kalinin Bay             | CVE-68  | 26 апреля 1943   | 15 октября 1943  | 27 ноября 1943     | снят с вооружения и пущен на слом в 1947               |
| Касаан Бей Kasaan Bay               | CVE-69  | 11 мая 1943      | 24 октября 1943  | 4 декабря 1943     | снят с вооружения и пущен на слом в марте 1960         |
| Фэншоу Бей Fanshaw Bay              | CVE-70  | 18 мая 1943      | 1 ноября 1943    | 9 декабря 1943     | снят с вооружения и пущен на слом в 1959               |
| Киткун Бей Kitkun Bay               | CVE-71  | 31 мая 1943      | 8 ноября 1943    | 15 декабря 1943    | снят с вооружения и пущен на в 1947                    |
| Тулаги Tulagi                       | CVE-72  | 7 июня 1943      | 15 ноября 1943   | 21 декабря 1943    | снят с вооружения и пущен на слом в 1947               |
| Гембьер Бей Gambier Bay             | CVE-73  | 10 июля 1943     | 22 ноября 1943   | 28 декабря 1943    | потоплен крейсерами 25 октября 1944                    |
| Нехента Бей Nehenta Bay             | CVE-74  | 20 июля 1943     | 28 ноября 1943   | 3 января 1944      | снят с вооружения и пущен на слом в июне 1960          |
| Хоггат Бей Hoggatt Bay              | CVE-75  | 17 августа 1943  | 4 декабря 1943   | 11 января 1944     | снят с вооружения и пущен на слом в мае 1960           |
| Кадашан Бей Kadashan Bay            | CVE-76  | 2 сентября 1943  | 11 декабря 1943  | 18 января 1944     | снят с вооружения и пущен на слом в июне 1960          |
| Маркус-Айленд Marcus Island         | CVE-77  | 15 сентября 1943 | 16 декабря 1943  | 26 января 1944     | снят с вооружения и пущен на слом в июне 1960          |
| Саво-Айленд Savo Island             | CVE-78  | 27 сентября 1943 | 22 декабря 1943  | 3 февраля 1944     | снят с вооружения и пущен на слом в июне 1960          |
| Оммани Бей Ommaney Bay              | CVE-79  | 6 октября 1943   | 29 декабря 1943  | 11 февраля 1944    | потоплен камикадзе 25 октября 1944                     |
| Петроф Бей USS Petrof Bay           | CVE-80  | 15 октября 1943  | 5 января 1944    | 18 февраля 1944    | снят с вооружения и пущен на слом в сентябре 1959      |
| Радьерд Бей Rudyerd Bay             | CVE-81  | 24 октября 1943  | 12 января 1944   | 25 февраля 1944    | снят с вооружения и пущен на слом в 1960               |
| Сагиноу Бей Saginaw Bay             | CVE-82  | 1 ноября 1943    | 19 января 1944   | 2 марта 1944       | снят с вооружения и пущен на слом в апреле 1960        |
| Седжент Бей Sagent Bay              | CVE-83  | 8 ноября 1943    | 31 января 1944   | 9 марта 1944       | снят с вооружения и пущен на слом в сентябре 1959      |
| Шемрок Бей Shamrock Bay             | CVE-84  | 15 ноября 1943   | 4 февраля 1944   | 15 марта 1944      | снят с вооружения и пущен на слом в ноябре 1959        |
| Шипли Бей Shipley Bay               | CVE-85  | 22 ноября 1943   | 12 февраля 1944  | 21 марта 1944      | снят с вооружения и пущен на слом в январе 1961        |
| Ситко Бей Sitkoh Bay                | CVE-86  | 23 ноября 1943   | 19 февраля 1944  | 28 марта 1944      | снят с вооружения и пущен на слом в 1961               |
| Стимер Бей Steamer Bay              | CVE-87  | 4 декабря 1943   | 26 февраля 1944  | 4 апреля 1944      | снят с вооружения и пущен на слом в 1959               |
| Кейп Эсперенс Cape Esperance        | CVE-88  | 11 декабря 1943  | 3 марта 1944     | 9 апреля 1944      | снят с вооружения и пущен на слом в январе 1961        |
| Таканис Бей Takanis Bay             | CVE-89  | 16 декабря 1943  | 10 марта 1944    | 15 апреля 1944     | снят с вооружения и пущен на слом в ноябре 1960        |
| Фетис Бей Thetis Bay                | CVE-90  | 22 декабря 1943  | 16 марта 1944    | 21 апреля 1944     | снят с вооружения и пущен на слом в декабре 1964       |
| Макассар Стрейт Makassar Strait     | CVE-91  | 29 декабря 1943  | 22 марта 1944    | 29 апреля 1944     | снят с вооружения 1 сентября 1959, потоплен как мишень |
| Уиндхем Бей Windham Bay             | CVE-92  | 5 января 1944    | 29 марта 1944    | 3 мая 1944         | снят с вооружения и пущен на слом в феврале 1961       |
| Майкин-Айленд Makin Island          | CVE-93  | 12 января 1944   | 5 апреля 1944    | 9 мая 1944         | снят с вооружения и пущен на слом в 1947               |
| Ланг Пойнт Lung Point               | CVE-94  | 19 января 1944   | 11 апреля 1944   | 14 мая 1944        | снят с вооружения и пущен на слом в ноябре 1960        |
| Бисмарк Си Bismarck Sea             | CVE-95  | 31 января 1944   | 17 апреля 1944   | 20 мая 1944        | потоплен камикадзе 21 февраля 1945                     |
| Саламауа Salamaua                   | CVE-96  | 4 февраля 1944   | 22 апреля 1944   | 26 мая 1944        | снят с вооружения и пущен на слом в 1947               |
| Холландиа Hollandia                 | CVE-97  | 12 февраля 1944  | 28 апреля 1944   | 1 июня 1944        | снят с вооружения и пущен на слом в ноябре 1960        |
| Кваджалейн Kwajalein                | CVE-98  | 19 февраля 1944  | 4 мая 1944       | 7 июня 1944        | снят с вооружения и пущен на слом в январе 1961        |
| Эдмирелти-Айлендс Admiralty Islands | CVE-99  | 26 февраля 1944  | 10 мая 1944      | 13 июня 1944       | снят с вооружения и пущен на слом в 1947               |
| Бугенвилль Bougainville             | CVE-100 | 3 марта 1944     | 16 мая 1944      | 18 июня 1944       | снят с вооружения и пущен на слом в 1960               |
| Маттаникау Mattanikau               | CVE-101 | 10 марта 1944    | 22 мая 1944      | 24 июня 1944       | снят с вооружения и пущен на слом в ноябре 1960        |
| Атту Attu                           | CVE-102 | 16 марта 1944    | 27 мая 1944      | 30 июня 1944       | снят с вооружения и пущен на слом в 1949               |
| Рой Roi                             | CVE-103 | 22 марта 1944    | 2 июня 1944      | 6 июля 1944        | снят с вооружения и пущен на слом в 1947               |
| Мунда Munda                         | CVE-104 | 29 марта 1944    | 8 июня 1944      | 8 июля 1944        | снят с вооружения и пущен на слом в октябре 1960       |